# Porcellionides anatolicus
Porcellionides anatolicus là một loài chân đều trong họ Porcellionidae. Loài này được Verhoeff miêu tả khoa học năm 1941.